# S&W M28
S&W M28は、アメリカの銃器メーカーS&W社が1954年に開発した回転式拳銃である。一般には、モデルナンバー制度が導入される以前の製品名であった「ハイウェイパトロールマン」 (HIGHWAY PATROLMAN) の愛称で呼ばれる。

## 特徴
.357マグナム弾を使用する回転式拳銃で、同社のM27の廉価版として開発された。照準器は、照門がマイクロ・クリック型（通称「Kサイト」）、照星が固定型のランプタイプ。フレームサイズは.45ロング・コルト弾などを使用するNフレームが採用され、まだ弾薬のプライマーの技術が未発達で破裂の危険性があった当時の銃らしく、シリンダー後端はリムの入る部分が一段凹んだカウンターボアードになっている。
M27との主な変更点としては、表面仕上げが磨き仕上げから艶消しマット仕上げとなり、フレームおよび銃身上面の乱反射防止のチェッカリングが省略されたフラットなブラスト仕上げとなった事、照準器の選択注文が不可となり、撃鉄と引き金は標準サイズ（ターゲットタイプ・ハンマー、フラットサイド・トリガー）のみに限定された点である。
1954年に発売された後、1957年には「M28」のナンバーが与えられ、1986年まで生産が継続された。ほぼ同時に同じ.357マグナム弾を使用でき、携帯に便利な小型軽量のKフレームを使用したS&W M19が発売されたが、M19に比べて耐久性で勝るM28はその後もアメリカの制服警察官用拳銃（デューティ・ハンドガン）として位置付けられており、広く採用されて装備された。